# Fântânele (Hemeiuș), Bacău
Fântânele este un sat în comuna Hemeiuș din județul Bacău, Moldova, România.